# Loyall, Kentucky
Loyall är en stad (city) i Harlan County i delstaten Kentucky, USA. 2010 hade staden 1 461 invånare.